# Kent Carlsson
Pour les articles homonymes, voir Carlsson.
Kent Carlsson, né le 3 janvier 1968 à Eskilstuna, est un joueur de tennis professionnel suédois des années 1980.

## Carrière
Pendant sa carrière sur le circuit, il a remporté 9 tournois en simple dont 5 en 1988, ce qui lui a permis d'atteindre la 6e place mondiale (le 19 septembre)
Il n'a participé qu'à 6 tournois du Grand Chelem : 5 Roland-Garros, où il atteint les huitièmes de finale en 1987 et 1988 et un US Open.
En Coupe Davis, il était remplaçant dans l'équipe qui a gagné la coupe en 1987 et qui a été finaliste en 1986 et 1988.
En 1988, il réalise une série de 23 victoires en remportant les tournois de Kitzbuhel, Saint Vincent et Barcelone il échoue en finale de Genève.
Kent Carlsson était éminemment représentatif des nombreux joueurs suédois ayant, dans le sillage de Björn Borg, écumé le circuit international dans les années 1980 en développant un jeu basé sur le lift de fond de court et un revers à deux mains. Son jeu très physique sollicitait beaucoup ses articulations et il souffrit tout au long de sa carrière de blessures au genou gauche. Il dut d'ailleurs mettre un terme à sa carrière professionnelle prématurément dès 1989 en raison de blessures chroniques.
Il détonait un peu dans le circuit professionnel, du fait de son attitude très discrète. Il se mêlait peu aux autres joueurs et préférait par exemple vivre en famille dans une caravane pendant les tournois, plutôt qu'à l'hôtel. En revanche, il avait une attitude joyeuse et positive sur le court, et un dynamisme hors du commun : courant sur toutes les balles, toujours sautillant, plein de tics (notamment en position de retour de service).
Après sa carrière de joueur de tennis, il s'est reconverti dans l'élevage de chevaux (une passion d'enfance) et dirige actuellement un haras en Suède.

## Palmarès

### Titres en simple messieurs
| No | Date       | Nom et lieu du tournoi                                       | Catégorie           | Dotation  | Surface      | Finaliste          | Score                   |  |
| -- | ---------- | ------------------------------------------------------------ | ------------------- | --------- | ------------ | ------------------ | ----------------------- |  |
| 1  | 07-04-1986 | Tournoi de tennis de Bari, Bari                              |                     | 85 000 $  | Terre (ext.) | Horacio de la Peña | 7-5, 6-7, 7-5           |  |
| 2  | 22-09-1986 | Trofeo Conde de Godó, Barcelone                              |                     | 220 000 $ | Terre (ext.) | Andreas Maurer     | 6-2, 6-2, 6-0           |  |
| 3  | 13-04-1987 | Nice International Open, Nice                                | GP World Series     | 89 400 $  | Terre (ext.) | Emilio Sánchez     | 7-6, 6-3                |  |
| 4  | 08-06-1987 | Tournoi de tennis de Bologne, Bologne                        |                     | 89 400 $  | Terre (ext.) | Emilio Sánchez     | 6-2, 6-1                |  |
| 5  | 11-04-1988 | Madrid Tennis Grand Prix, Madrid                             |                     | 93 400 $  | Terre (ext.) | Fernando Luna      | 6-2, 6-1                |  |
| 6  | 25-04-1988 | German International Championships, Hambourg                 | Championship Series | 400 000 $ | Terre (ext.) | Henri Leconte      | 6-2, 6-1, 6-4           |  |
| 7  | 01-08-1988 | Head Cup, Kitzbühel                                          |                     | 240 000 $ | Terre (ext.) | Emilio Sánchez     | 6-1, 6-1, 4-6, 4-6, 6-3 |  |
| 8  | 08-08-1988 | Campionati Internazionali della Valle d'Aosta, Saint-Vincent |                     | 125 000 $ | Terre (ext.) | Thierry Champion   | 6-0, 6-2                |  |
| 9  | 12-09-1988 | Trofeo Conde de Godó, Barcelone                              |                     | 372 500 $ | Terre (ext.) | Thomas Muster      | 6-3, 6-3, 3-6, 6-1      |  |

### Finales en simple messieurs
| No | Date       | Nom et lieu du tournoi                         | Catégorie | Dotation  | Surface      | Vainqueur       | Score                   |          |
| -- | ---------- | ---------------------------------------------- | --------- | --------- | ------------ | --------------- | ----------------------- | -------- |
| 1  | 22-07-1985 | Tournoi de tennis des Pays-Bas, Hilversum      |           | 80 000 $  | Terre (ext.) | Ricki Osterthun | 4-6, 4-6, 6-4, 6-2, 6-3 |          |
| 2  | 28-04-1986 | Tournoi de tennis de Madrid, Madrid            |           | 85 000 $  | Terre (ext.) | Joakim Nyström  | 6-1, 6-1                |          |
| 3  | 07-07-1986 | Grand Prix Passing Shot, Bordeaux              |           | 125 000 $ | Terre (ext.) | Paolo Canè      | 6-4, 1-6, 7-5           |          |
| 4  | 06-07-1987 | Tournoi de tennis US Pro, Boston               |           | 232 000 $ | Terre (ext.) | Mats Wilander   | 7-6, 6-1                | Parcours |
| 5  | 13-07-1987 | US Men's Clay Court Championship, Indianapolis |           | 300 000 $ | Terre (ext.) | Mats Wilander   | 7-5, 6-3                | Parcours |
| 6  | 19-09-1988 | Geneva Open, Genève                            |           | 190 000 $ | Terre (ext.) | Marián Vajda    | 6-4, 6-4                |          |
| 7  | 26-09-1988 | Tournoi de tennis de Sicile, Palerme           |           | 93 400 $  | Terre (ext.) | Mats Wilander   | 6-1, 3-6, 6-4           | Parcours |
| 8  | 10-04-1989 | Athens International, Athènes                  |           | 93 400 $  | Terre (ext.) | Ronald Agenor   | 6-3, 6-4                |          |

## Parcours dans les tournois duGrand Chelem

### En simple
| Année | Open d'Australie | Open d'Australie | Internationaux de France | Internationaux de France | Wimbledon | Wimbledon | US Open         | US Open   | Open d'Australie | Open d'Australie |
| ----- | ---------------- | ---------------- | ------------------------ | ------------------------ | --------- | --------- | --------------- | --------- | ---------------- | ---------------- |
| 1984  | n.o.             | n.o.             | 3e tour (1/16)           | A. Gómez                 | —         | —         | —               | —         | —                | —                |
| 1985  | n.o.             | n.o.             | 2e tour (1/32)           | A. Gómez                 | —         | —         | —               | —         | —                | —                |
| 1986  | n.o.             | n.o.             | 3e tour (1/16)           | A. Gómez                 | —         | —         | 1er tour (1/64) | P. Složil | n.o.             | n.o.             |
| 1987  | —                | —                | 1/8 de finale            | Y. Noah                  | —         | —         | —               | —         | n.o.             | n.o.             |
| 1988  | —                | —                | 1/8 de finale            | J. Svensson              | —         | —         | —               | —         | n.o.             | n.o.             |

N.B. : à droite du résultat se trouve le nom de l'ultime adversaire.

### En double
| Année | Open d'Australie | Open d'Australie | Internationaux de France | Internationaux de France | Wimbledon | Wimbledon | US Open                                                                       | US Open |
| ----- | ---------------- | ---------------- | ------------------------ | ------------------------ | --------- | --------- | ----------------------------------------------------------------------------- | ------- |
| 1986  | n.o.             | n.o.             | —                        | —                        | —         | —         | 2e tour (1/16) U. Stenlund \|\| style="text-align:left;" \| G. Forget Y. Noah |         |

N.B. : le nom du ou de la partenaire se trouve sous le résultat ; le nom des ultimes adversaires se trouve à droite.